# Fabricio Fernández
Fabricio Fernández (n. Rocha, Uruguay; 9 de abril de 1993) es un futbolista uruguayo. Juega de mediocampista. Anteriormente, militó en el club Al Orooba del mencionado pais, donde consiguió el ascenso a la primera división. 
Tuvo pasajes por el fútbol ecuatoriano (Macará), por el fútbol de Bélgica (Dender), por el fútbol uruguayo (Club River Plate y Progreso), entre otros. 

## Trayectoria
Fernández comenzó su carrera en 2013 con Rocha Fútbol Club. Su único gol en la Segunda División fue en el Clausura 2013 el 4 de mayo de 2013 en la derrota 3:6  a domicilio contra el Club Atlético Torque. Jugó un total de siete partidos de Segunda División hasta el final de la temporada. Luego jugó para el Palermo en el fútbol amateur de la OFI y fue miembro de la selección de fútbol del Departamento de Rocha. La Asociación Uruguaya de Aficionados ha registrado la cancelación de un contrato de transferencia de Palermo de la Liga Rochense al Rocha F. C. para el 19 de julio de 2013.
A partir de 2015, firmó inicialmente por medio año con el club belga de tercera división FC Verbroedering Dender EH. El contrato incluía una opción para extender el contrato por un año más. En la segunda mitad de la temporada 2014-15 jugó 14 veces en la Tercera División y marcó un gol. En la temporada 2015-16 participó en 37 partidos de Liga (ocho goles) y dos veces (dos goles) en la Copa de Bélgica. A fines de julio de 2016, se incorporó al equipo uruguayo de Primera División River Plate de Montevideo, para quien disputó siete partidos sin anotar goles en la temporada 2016.
El 28 de enero de 2019, el club australiano Mt Druitt Town Rangers anunció en su cuenta oficial de redes sociales que habían fichado a Fernández. Regresó a Uruguay en enero de 2020, firmando con el Club Atlético Progreso.
En junio de 2021 fue fichado por el Club Deportivo Macará de la Serie A de Ecuador.

## Clubes
| Club              | País      | Año         | PJ | Goles |
| ----------------- | --------- | ----------- | -- | ----- |
| Rocha F. C.       | Uruguay   | 2013        | 7  | 1     |
| Denher EH         | Bélgica   | 2015 - 2016 | 48 | 9     |
| River Plate       | Uruguay   | 2016 - 2017 | 31 | 0     |
| Miramar Misiones  | Uruguay   | 2018 - 2019 | 26 | 5     |
| Mt Druitt Town    | Australia | 2019        | 19 | 11    |
| Progreso          | Uruguay   | 2020        | 14 | 1     |
| Macará            | Ecuador   | 2021-2022   | 13 | 1     |
| Atenas            | Uruguay   | 2022-2023   | 26 | 4     |
| Rentistas         | Uruguay   | 2023        | 19 | 6     |
| Al Urooba         | EAU       | 2023-2024   |    |       |
| Dibba Al Fujairah | EAU       | 2024        |    |       |